# Miroslav Veruk
Miroslav Veruk (ur. 9 maja 1945 w  Chotěbořy) – czeski lekkoatleta, sprinter. W czasie swojej kariery reprezentował Czechosłowację.
Specjalizował się w biegu na 400 metrów. Zdobył srebrny medal w sztafecie 4 × 2 okrążenia (sztafeta czechosłowacka biegła w składzie Veruk, Juraj Demeč, Ladislav Kříž i Josef Trousil) na pierwszych europejskich igrzyskach halowych w 1966 w Dortmundzie. Na tych samych igrzyskach odpadł w eliminacjach biegu na 400 metrów. Na kolejnych europejskich igrzyskach halowych w 1967 w Pradze Veruk zajął 4. miejsce w biegu na tym dystansie.
Był mistrzem Czechosłowacji w 1965 w sztafecie 4 × 100 metrów oraz wicemistrzem w 1965 i brązowym medalistą w 1966 w sztafecie 4 × 400 metrów.